# Janet Penn
Janet Penn est une skieuse paralympique américaine, spécialisée en ski alpin et en ski nordique. Elle a représenté les États-Unis d'Amérique aux Jeux paralympiques d'hiver de 1980, 1984 et 1988, remportant trois médailles en ski alpin: une médaille d'or et deux médailles de bronze.

## Carrière

### Ski alpin

#### Jeux paralympiques 1980
Aux Jeux paralympiques d'hiver de 1980 à Geilo, Janet Penn décroche la médaille de bronze en ski alpin, slalom géant 2A. Son temps de 2 min 46 s 91 lui confère la troisième place derrière les Canadiennes Lana Spreeman en 2 min 39 s 60 et Lorna Manzer en 2 min 46 s 88.

#### Jeux paralympiques 1984
Quatre ans plus tard, aux Jeux paralympiques d'hiver de 1984 à Innsbruck, avec un temps de 1 min 30 s, elle monte sur le podium du ski alpin en 1ère place du slalom spécial LW4 (argent pour Reinhild Möller en 1 min 43 s 55 et bronze pour Elisabeth Zerobin en 1 min 43 s 99). Dans la même compétition, lors de la course de slalom géant LW4, Penn termine troisième avec 1 min 45 s 85, derrière l'Allemande Reinhild Möller en 1 min 36 s 24 et la Canadienne Lana Spreeman en 1 min 39 s18.

### Ski nordique

#### Jeux paralympiques 1988
Janet Penn a également participé aux épreuves de ski nordique paralympique aux Jeux paralympiques d'hiver de 1988 toujours à Innsbruck, mais cette fois-ci, sans parvenir à monter sur le podium. Elle se classe ainsi 4ème de la course courte distance 5 km LW3/4/9 (derrière la Canadienne Francine Lemire, l'Allemande Anneliese Tenzler et la Suissesse Monika Waelti). Par ailleurs, elle occupe la 5ème place de la longue distance 10 km LW3/4/9 (devant elle Francine Lemire, Anneliese Tenzler, Monika Waelti et l'Autrichienne Gisela Danzl).

## Palmarès

### Jeux paralympiques

#### Ski alpin
3 médailles:
- 1 médaille d'or (slalom spécial LW4 à Innsbruck 1984)
- 2 médailles de bronzes (slalom géant LW4 à Geilo 1980 ; slalom géant LW4 à Innsbruck 1984)

#### Ski nordique
Positionnement:
- 4ème place (5 km LW3/4/9 à Innsbruck 1988)
- 5ème place (10 km LW3/4/9 à Innsbruck 1988)